# Григоренко Олександр Явтухович
Олександр Явтухович Григоренко (22 лютого 1938, Бородаївка — †19 серпня 1962) — український поет.

## Життєпис
Народився Олександр 22 лютого 1938 року в селі Бородаївка Верхньодніпровського району Дніпропетровської області в сім'ї репресованих. Його батько Явтух Антонович у 1932 році був засуджений до розтрілу. Невдовзі страту замінили на ув'язнення. Присудили п'ять років табору і відправили до Сибіру. Мати, із сім'ї розкуркулених, теж була засуджена і відправлена у табір.
В 1957 році Олександр Григоренко вступив до лав армії. Там його й заарештували за антирадянську діяльність і присудили шість років таборів. Відправили юнака до Мордовії в «Дубравтабір». Але хлопець не зламався, писав там вірші.
Згодом термін відбування покари скоротили до трьох років. Восени 1961 року Олександр повертається до рідної домівки. Писав вірші, оповідання, мріяв вступити до Київського університету.
Найвідомішим твором, який написав Григоренко. є «Ти мене полюбиш не за пісню…».
19 серпня 1962 року поет загинув за невідомими обставинами, його тіло знайшли у Дніпрі. Та, завдячуючи коханій дівчині Олександра, Олені Задворній і його товаришу Олексу Різниківу, збереглося декілька десятків його поезій і три оповідання, які залишалися невідомими широкому загалу аж до цього часу.
22 лютого 2018 року Олександру Григоренку, при фінансовій підтримці районної ради, зараз готується до виходу в світ перша і єдина збірка поезій, творів маловідомого нам автора «Залізна відданість вкраїнському народу».

## Відомі твори[5]
- Хочу
- Матері
- Щоденно
- Олексі Різникову
- Другові Павлові Фельченку